# 데이비드 앤드루스 (배우)
데이비드 앤드루스(David Andrews, 1952년 11월 2일 ~ )는 미국의 배우이다.

## 출연 작품

### 영화
- 불타는 침대 (1984, The Burning Bed)
- 나이트메어 (1984)
- Wild Horses (1985)
- 체리 2000 (1987)
- 괴물 (1990)
- 깊은 밤의 침묵 (1991, Living a Lie)
- 사라의 이중 생활 (1994, Deconstructing Sarah)
- 와이어트 어프 (1994)
- 아폴로 13 (1995)
- Our Son, the Matchmaker (1996)
- 화성 침공 (1996)
- 언더 프레셔 (1997, Bad Day on the Block)
- Fifteen and Pregnant (1998)
- 파이트 클럽 (1999)
- Switched at Birth (1999)
- 사랑의 항해 (2000, Navigating the Heart)
- 한니발 (2001)
- 워크 투 리멤버 (2002)
- 터미네이터 3 - 라이즈 오브 더 머신 (2003)
- 두 병사 (2003, Two Soldiers) - 단편
- 마리 실종사건 (2004, The Dead Will Tell)
- 더 레인 메이커스 (2005, The Rain Makers)
- 스텔스 (2005)
- The Jensen Project (2010)
- 페어 게임 (2010)
- 디어 존 (2010)
- 아서 뉴먼 (2012)
- 월드워Z (2013)
- 제시벨 (2014)
- Cocked (2015)
- Dr. Del (2016)

### 텔레비전
- 마이애미의 두 형사 (1989)
- The Antagonists (1991)
- 지구에서 달까지 (1998)
- Surface (2005)
- CSI: 과학수사대 (2006, 2011)